# Pingasa grandidieri
Pingasa grandidieri là một loài bướm đêm trong họ Geometridae.